# BABY'S GROWING UP
「BABY'S GROWING UP」（ベイビーズ グローイング アップ）は、内田有紀の楽曲・4枚目のシングル。1995年8月19日発売。発売元はキングレコード。

## 概要
前作「Only You」から4ヶ月ぶりとなるシングル。ミュージック・ビデオではCDより少し短く編集されている。
東映配給『花より男子』主題歌。歌手デビュー直前の華原朋美がコーラスで参加している。カップリング曲の「19 NINETEEN」は後に未来玲可がアルバム『海とあなたの物語たち』内でカバーしている。

## 収録曲
（全作詞・作曲・編曲：小室哲哉）
1. BABY'S GROWING UP(4:52)
2. 19 NINETEEN(3:20)
3. BABY'S GROWING UP（カラオケ）(4:52)

## 収録アルバム
- 『MI-CHEMIN』（#1、SLOW VERSION）
- 『Present』（#1）
- 『内田有紀 パーフェクト・ベスト』（#1、2）